# Rocket Ranger
Rocket Ranger est un jeu vidéo d'action-aventure inspiré de Rocketeer qui marqua les esprits des possesseurs de 16/32 bits par ses qualités artistiques très poussées et emblématiques du studio Cinemaware, déjà auteur du fameux Defender of the Crown (1986) et en 1990 de Wings.

## Histoire
Stationné à Fort Dix (États-Unis), un scientifique va devenir le dernier espoir du monde libre face à la menace nazie. En effet les forces hitlériennes semblent impossibles à stopper, disposant inexplicablement de moyens technologiques supérieurs aux alliés. C'est en travaillant sur un projet de visée pour bombardement à haute altitude qu'apparaissent alors plusieurs objets sur le bureau du chercheur, comme mus par un effet de téléportation. Le héros apprendra par un de ces objets, le livre, que les nazis ont gagné la guerre il y a plus de cent ans grâce à leurs bombes au lunarium et qu'il est temps de corriger cette erreur temporelle. Le héros est alerté au même moment de l'enlèvement d'un collègue de renom aux États-Unis par un zeppelin nazi. L'histoire commence...

## Système de jeu
Le jeu se compose principalement de deux parties.
- La première correspondant en une forme de jeu de stratégie au tour par tour où le joueur doit placer des espions (en nombre limité) sur les territoires libres ou occupés du globe. Ces espions étant essentiels pour organiser la résistance ou découvrir des informations capitales sur les armes nazies. Le risque étant de perdre tous ses agents par cause d'une exposition trop prolongée dans un pays ou de l'échec d'une mission.
- La seconde partie du jeu est constituée de différentes phases d'action: que ce soit lors du décollage, des combats aériens ou de la prise de lieux fortifiés. Ces actions ne sont possibles que si le joueur dispose d'un stock suffisant de lunarium. En effet son rocket pack consomme à chaque voyage une quantité donnée de cette matière et il est essentiel de ménager les réserves ou de piller des entrepôts nazis pour se reconstituer un stock.

## Équipe de développement
- Producteur : John Cutter
- Designer : Kellyn Beck
- Programmation : Peter Kaminski, Tom McWilliams
- Programmation additionnelle : Randy Platt
- Scénario : Robert Jacob
- Direction artistique : Rob Landeros
- Graphiste en chef : Jeff Hilbers
- Artwork additionnel : Betsy Scafati, Kara Blohm, Steve Quinn, Jeff Godfrey
- Musique originale : Bob Lindstrom
- Effets sonores : Bill Williams, Larry Garner
- Voix des personnages : Rob Landeros, Melanie Cutter, Randy Platt
- Producteurs exécutifs : Phyllis Jacob, Robert Jacob

Version DOS
- Programmation : Peter Oliphant
- Interpreter / Development System : Mike Knox, Peter Oliphant, John Reego
- Graphismes / dessins : Jeffrey Hilbers, Rob Landeros, Steve Quinn, Betsy Scafati, Curt Toumanian, Russell Truelove
- Directeur artistique : Curt Toumanian

## Différentes versions
- Une version dépourvue de toutes références au Troisième Reich est sortie par la suite pour le marché allemand. Les Nazis y sont remplacés par les Lunariens.

- Une version "Reloaded" était en cours pour PC/Mac, Android/iOS, PS Vita et PS4/Xbox One à la suite d'un financement participatif réussi sur Kickstarter. Contrairement à une version "Remastered" (telle celle de Wings), elle devait comporter de nouveaux éléments de gameplay, personnages et véhicules. Cependant, depuis décembre 2014, plus aucune nouvelle n'a été fournie quant à son développement.